# Царёв, Виктор Григорьевич
Ви́ктор Григо́рьевич Царёв (2 июня 1931, Москва — 2 января 2017, Москва) — советский и российский футболист и тренер, чемпион Европы (1960). Мастер спорта СССР (1956).

## Биография
Воспитанник юношеской клубной команды «Динамо» (1948—1949). Первые тренеры: Илья Васильевич Бизюков и Аркадий Иванович Чернышёв.
До «Динамо» выступал за дубль команды города Калинина (1952) / МВО (1953, по май).
В феврале 1967 года окончил школу тренеров при ГЦОЛИФКе. В 1979 году (с мая по сентябрь) работал старшим тренером команды. Под его руководством команда стала финалистом Кубка СССР. В 1973—1975 (по апрель) был тренером команды.
В 1967—1968 годах (по август) был помощником М. И. Якушина в первой сборной СССР. В 1976 и 1981 годах был тренером юношеской сборной СССР. В 1979, а также 1983—1985 годах работал старшим тренером отдела футбола и хоккея ЦС «Динамо».
Остальные годы посвятил динамовскому юношескому футболу в должности старшего тренера (1968—1972) и директора (1975—1982, с 1985) СДЮШОР команды московского «Динамо» имени Л. И. Яшина. Под его руководством динамовская школа одержала ряд ярких побед, команды школы выигрывали первенство СССР и России в разных возрастах, были неоднократными призёрами всесоюзных и всероссийских первенств, юношеская сборная ЦС «Динамо» под его началом трижды была победителем международных юношеских Спартакиад спортивных организаций органов охраны и безопасности социалистических стран (Динамиад) — в 1972, 1977 и 1985 годах.
Член Совета директоров ФК «Динамо» (Москва) (с 1992), был членом исполкома РФС (1992—1996), с 1992 года входил в инспекторский комитет РФС.
Скончался 2 января 2017 года на 86-м году. Похоронен на Троекуровском кладбище.

## Достижения
- Заслуженный мастер спорта СССР (1960).
- Заслуженный тренер РСФСР (1976 год).
- Чемпион Европы 1960 года.
- Чемпион СССР 1955, 1957, 1959 и 1963 годов.
- Серебряный призёр 1956, 1958, 1962.
- Бронзовый призёр 1960.
- В списке «33-х лучших футболистов страны» трижды: № 2 — 1957, 1959 года (среди левых полузащитников) и 1963 (среди левых центральных защитников).
- Больше всего матчей с капитанской повязкой в чемпионатах СССР −173.[1}

- Награждён орденом Дружбы (1997).
- Почётная грамота Президиума Верховного совета Российской Федерации (26 апреля 1993 года) — за долголетнюю плодотворную работу, большие личные заслуги в развитии физической культуры и спорта в Российской Федерации и в связи с 70-летием со дня образования первого в России физкультурно — спортивного общества «Динамо»[7].

## Киновоплощения
- Александр Лучинин — «Лев Яшин. Вратарь моей мечты», 2019 год.